# Události
Události jsou hlavní zpravodajská relace České televize. Obsahují také Branky, body, vteřiny a Počasí. Od svého vzniku se vysílají na ČT1 a od roku 2005 také na ČT24. V letech 2020–2022 se mimo to vysílaly na ČT3. Pořad se věnuje nejdůležitějším událostem z dne vysílání (ale i dne předchozího po odvysílání předchozích Událostí), které se udály v České republice a ve světě. Dne 1. dubna 2012 došlo k několika změnám, mimo jiné se začaly vysílat z nového upraveného virtuálního Studia 8, dříve se vysílaly ze Studia 9 se zpravodajským velínem v pozadí.

## Historie
Události byly poprvé vysílány 1. ledna 1993 v 19:30 s moderátorem Jiřím Janečkem, kdy nahradily Deník ČST, respektive Zpravodajství ČTV.

## Vysílací čas

### Historie
Od svého vzniku až do září 1997 Události začínaly v 19.30 hod. V roce 1997 byly kvůli nízké sledovanosti oproti konkurenčním Televizním novinám TV Nova prodlouženy a začínaly v 19.15, první změny ale nastaly už v září 1995, kdy se začaly vysílat z newsroomu jako tzv. „přílepek“ Branky, body, vteřiny. Další změny se udály roku 2007, kdy se v 19.35, resp. 19.20 vysílaly Události v regionech, tedy mezi Událostmi a BBV a Události byly přesunuty na 19. hodinu.

### Současnost
V dubnu 2012 se uskutečnila celková proměna: nové studio, znělka, moderátoři, uspořádání a délka. Samotné Události trvají 55 minut ve všedních dnech, o víkendu 51 minut. Hlavnímu zpravodajství předchází v 18.55 Události za okamžik a počasí, což je spojený blok upoutávek na Události a předpovědi počasí. V 19.57, resp. 19.53 se vysílají Branky, body, vteřiny.
Od konce března 2014 mají Události znovu nové studio. Opět se změnila i znělka.
V roce 2020 se prodloužil vysílací čas o cca 5, resp. 8 minut, takže Události nyní končí v 19.55.

## Události tlumočené do ukrajinštiny
Události tlumočené do ukrajinštiny (ukrajinsky Події – Новини в перекладі українською мовою) jsou ukrajinská verze hlavní zpravodajské relace České televize. Poprvé byly vysílány 12. března 2022 jako reakce na uprchlickou krizi vyvolanou válkou na Ukrajině.

## Moderátoři
Od roku 1993 do září 1998 byly Události uváděny jedním moderátorem, poté se přešlo na moderátorské dvojice. V souvislosti s velkými proměnami v dubnu 2012 byl zaveden jeden moderátor ve studiu a jeden v terénu.

### Současní
- Marcela Augustová (1998–)
- Michal Kubal (2016–)[4]
- Martin Řezníček (2018–)[5]
- Jana Peroutková (2020–)[6]
- Barbora Kroužková (2023–)[7]
- Josef Kvasnička (2023–)[8]

### Předchozí

#### Samostatně
- Linda Bartošová (2020–2021)[6][9]
- Daniela Písařovicová (2013–2020)
- Světlana Witowská (2018–2020)[5]
- Aneta Savarová (2012–2015)
- Jiří Janeček (1993–1998)
- Jolana Voldánová (1995–1998, 2012–2013)
- Jiří Svoboda (1995–1998)
- Pavel Dumbrovský (1993–1995)
- Pavel Zuna (1995–1998)
- Mirka Čejková Všetečková (1993–1995)
- Dana Makrlíková (Události moderovala na přelomu let 2000–2001 během krize v České televizi, kdy bylo vysílání rozděleno na vzbouřenecké a oficiální, které moderovala právě Makrlíková.)
- Dušica Zimová (Události moderovala na přelomu let 2000–2001 během krize v České televizi, kdy bylo vysílání rozděleno na vzbouřenecké a oficiální.)
- Jakub Železný (2012–2023)[10]
- Alena Veliká (Události moderovala na přelomu let 2000–2001 během krize v České televizi, kdy bylo vysílání rozděleno na vzbouřenecké a oficiální.)

#### Moderátorské dvojice
- Jiří Janeček a Marcela Augustová (1998–2003)
- Marcela Augustová a Roman Pistorius (2003–2012)
- Jolana Voldánová a Bohumil Klepetko (1998)
- Iveta Toušlová a Bohumil Klepetko (1999–2012)[11]
- Jolana Voldánová a Josef Maršál (2000–2012)
- Jolana Voldánová a Ondřej Giňa (2000) - (Po příchodu Voldánové z mateřské dovolené v roce 2000 vytvořila moderátorskou dvojici s Giňou, který byl o několik měsíců později nahrazen Maršálem z důvodů trestného stíhání, jež proti němu bylo vedeno)
- Světlana Witowská a Josef Maršál (2005)[12]